# Schloss Brundlund

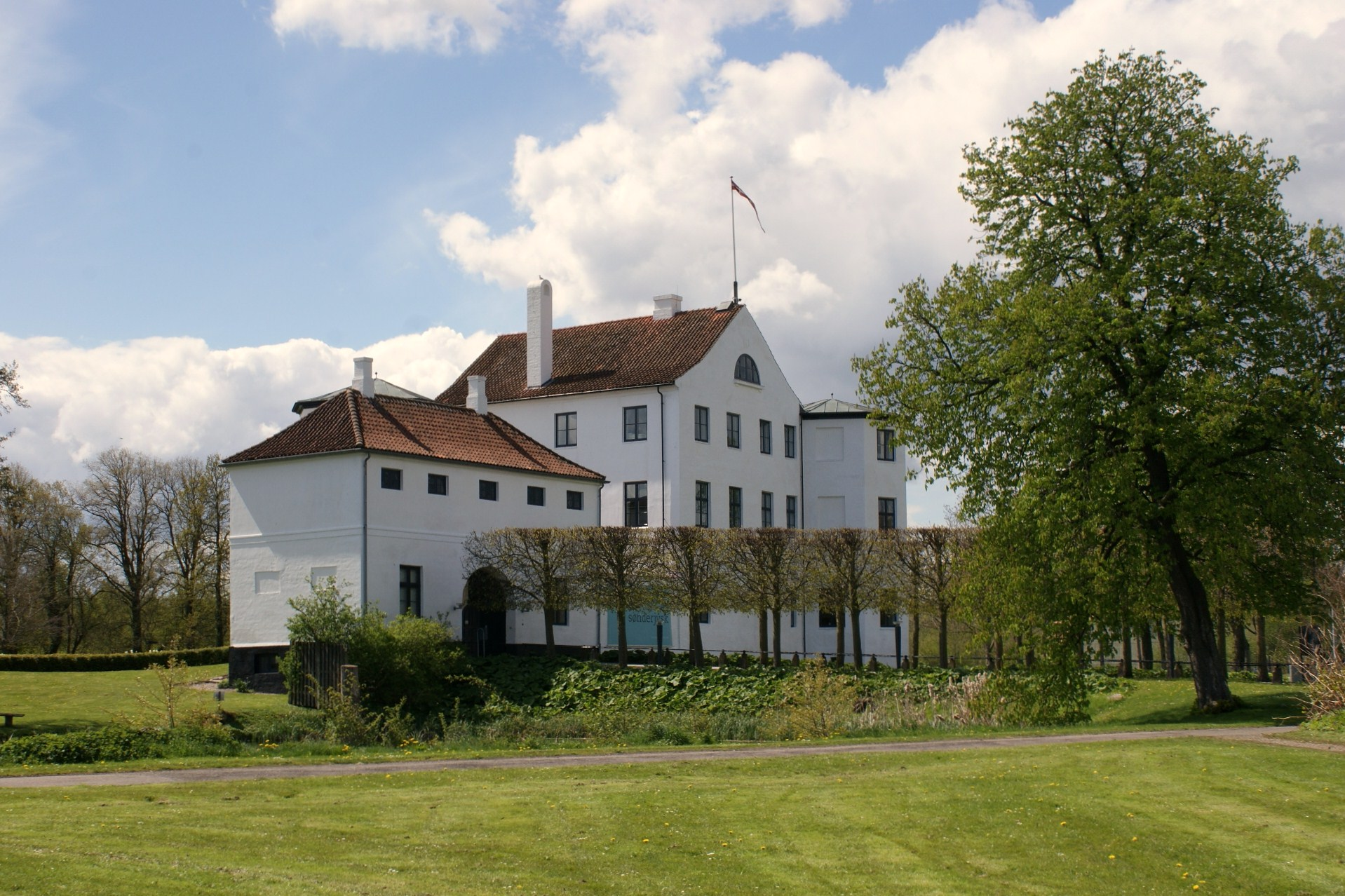
Schloss Brundlund, Blick auf das Torhaus und das Schlossgebäude

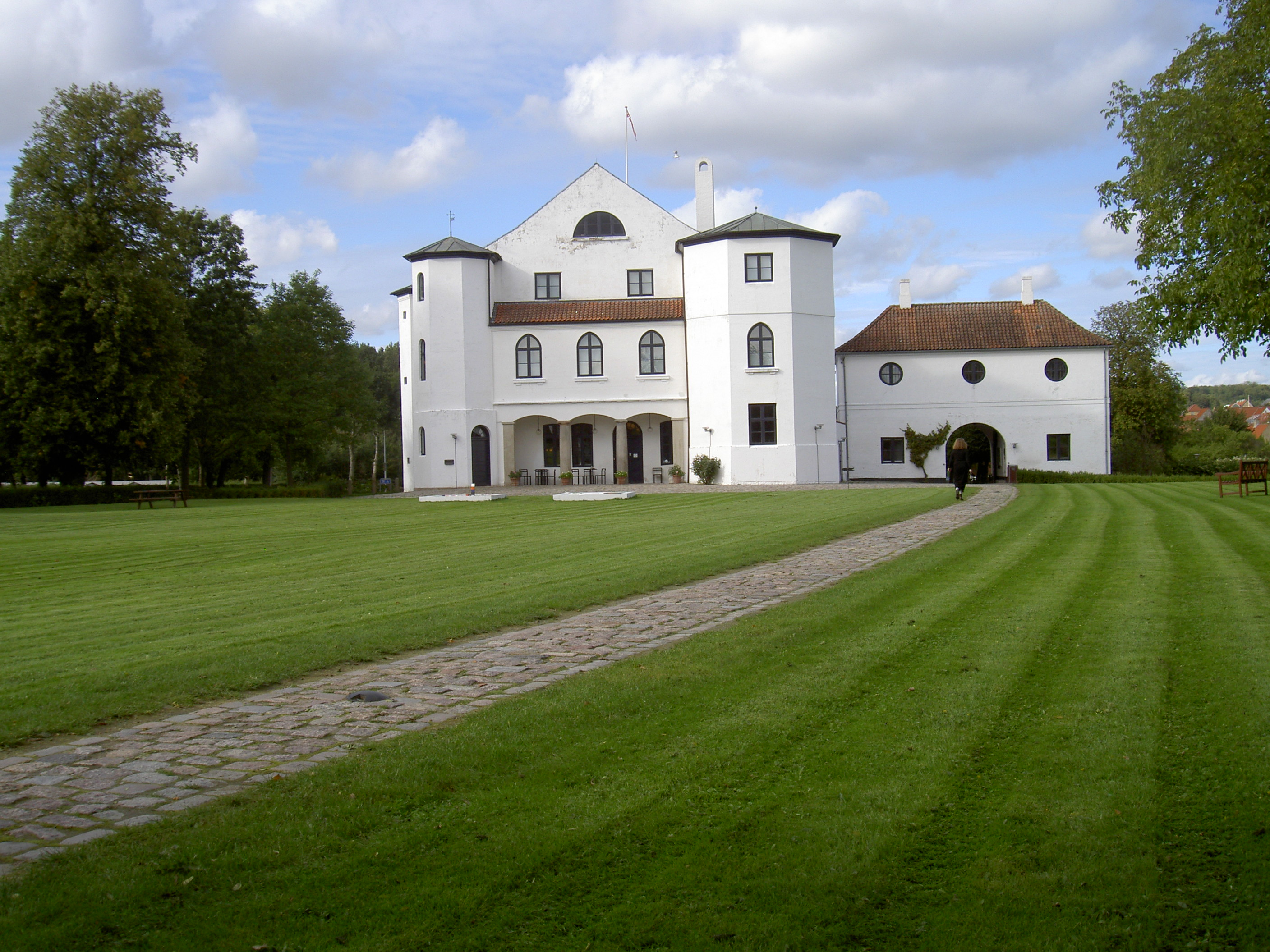
Schloss Brundlund, Rückseite

Das Schloss Brundlund (dänisch Brundlund Slot) befindet sich in der dänischen Stadt Aabenraa im südlichen Jütland. Nachdem Schloss Brundlund bis ins 20. Jahrhundert als Amtshaus diente, beherbergt es seit einer umfassenden Restaurierung ein öffentlich zugängliches Kunstmuseum, das dänische Malerei und Skulpturen vom 19. Jahrhundert bis in die Gegenwart ausstellt.

## Geschichtlicher Überblick
Die Burg Brundlund wurde unter der dänischen Königin Margarethe I. ab 1411 errichtet, nachdem diese das einstige Apenrade ihrem Herrschaftsbereich zuführen konnte. Die damalige Wasserburg, die ursprünglich einen festungsähnlichen Charakter aufwies, diente über Jahrhunderte als Sitz des Amtmanns sowie der königlichen, herzoglichen und städtischen Administration. Im 16. Jahrhundert wurde das Gebäude zum Schloss im Stil der Renaissance ausgebaut. Nachdem der letzte Bewohner Schloss Brundlund 1996 verlassen hatte, übernahm es die Stadt Aabenraa und richtete ab 1998 das heutige Kunstmuseum ein. Die ehemalige Schlossmühle mit Mühlrad – ursprünglich Brückenturm des Schlosses – wird heute an Sommerwochenenden als Café genutzt.
Das Kunstmuseum beherbergt im Wesentlichen dänische Gemälde, Grafiken und Skulpturen aus der Zeit nach 1920 sowie einzelne Werke des 19. Jahrhunderts, u. a. Bilder des auch in Deutschland bekannten Christoffer Wilhelm Eckersberg. Das Museum fühlt sich heute besonders den Künstlern aus Sønderjylland verpflichtet und organisiert insoweit Wechselausstellungen. Auch im Schlosspark befinden sich Skulpturen zeitgenössischer dänischer Bildhauer.

## Schlossanlage

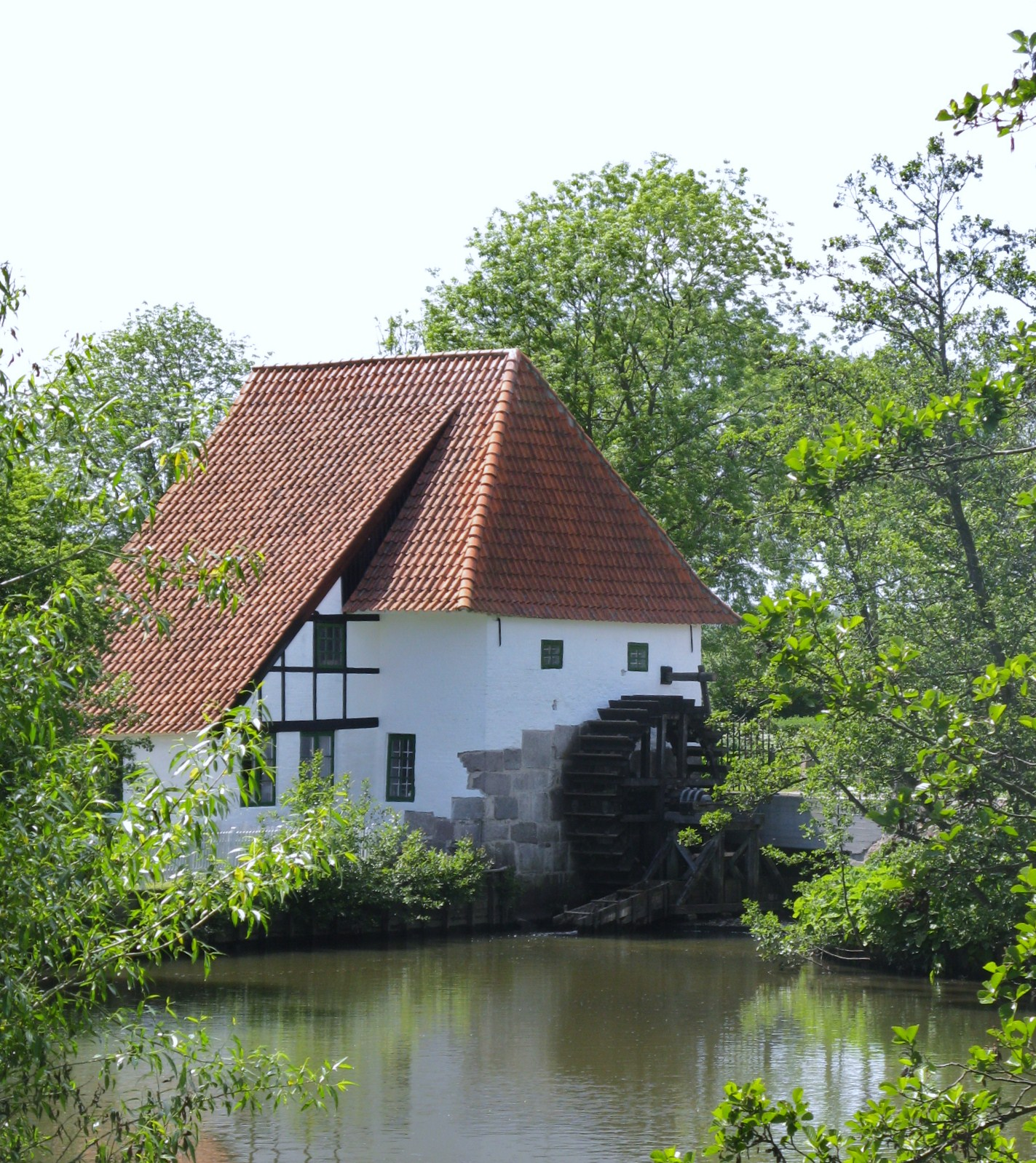
Alte Schlossmühle

Das Schloss und die Gartenanlage liegen auf einer Insel, von einem im Osten breiten, im Westen schmaleren Wassergraben umgeben. Der ursprüngliche Charakter der Wasserburg ist noch erkennbar. Das Schlossgebäude besteht aus einem quaderförmigen Körper, der an drei Seiten von Türmen flankiert wird; zwei von ihnen beherbergen in ihrem Inneren Salons, der südwestliche dient als Treppenturm. An die Ostseite des Gebäudes schließt sich das Torhaus an, das nach Norden über einen Damm mit Allee mit dem auf dem „Festland“ liegenden Vorplatz verbunden ist; an dieser Stelle befindet sich eine der ältesten erhaltenen Wassermühlen Dänemarks (um 1530).
Das gesamte Schloss ist weitgehend frei von Bauschmuck; lediglich die auf den Landschaftsgarten gerichteten Fassaden sind durch eine schlichte Kolonnade mit dorischen Säulen betont. Ein weiterer größerer Umbau erfolgte zu Beginn des 19. Jahrhunderts unter C. F. Hansen, der das Schloss von 1805 bis 1807 zum Teil klassizistisch überformte. In dieser Gestalt ist es bis in die Gegenwart erhalten, in den Jahren 1983–1985 fand eine grundlegende Restaurierung statt.